# 凱西 (澳大利亞國會選區)
凱西選區（英語：Division of Casey），是澳大利亞維多利亞州的下議院選區，位於該州首府墨爾本東北郊。面積409平方公里。
選區始於1969年，選區名紀念第十六任總督理查德·凱西。本區自1984年起是自由黨的安全選區。2001年起當區議員是托尼·史密斯。